# Ludwig Roselius (Komponist)
Ludwig Wilhelm Roselius (* 2. August 1902 in Kassel; † 6. Februar 1977 in Bremen) war ein deutscher Komponist, Musikkritiker und Dirigent.

## Biografie
Roselius war der Sohn des Kaufmanns Georg Roselius. Er war ein Verwandter des Kaffeekaufmanns Ludwig Roselius (1874–1943).
Er absolvierte das Realgymnasium in Berlin und war 1921/22 Korrepetitor am Deutschen Opernhaus Berlin. Von 1921 bis 1923 war er Meisterschüler der Preußischen Akademie der Künste in der Kompositionsklasse bei Georg Schumann. Gleichzeitig studierte an der Berliner Universität Musikwissenschaft, Philosophie und Germanistik bei Clemens Schmalstich, Otto Taubmann und H. Abert und J. Petersen. Er promovierte 1924 an der Friedrich-Wilhelms-Universität Berlin über seinen Vorfahren Andreas Raselius (1563–1602) als Motettenkomponist in Philosophie. Als freischaffender Komponist und Pianist war er zunächst in Berlin und danach in Bremen tätig. Von 1946 bis 1949 war er musikalischer Leiter des Bremer Künstlertheaters. Seit 1946 war er auch als Musikkritiker für die Zeitung Weser-Kurier tätig. Er nahm dadurch wesentlichen Einfluss auf das bremische Musikleben. Er erhielt 1964 den Bremer Musikpreis, 1967 war er Ehrengast  in der Deutschen Akademie Rom Villa Massimo.
Er war ordentliches Mitglied der GEMA für die Berufsgruppe der Komponisten.
Als Komponist schuf er seit 1928 erfolgreiche Opern, komponierte Symphonien, Kammermusik, Klavierstücke, Hörspiel-Bühnen und Filmmusik sowie Lieder.
Roselius war mit Traut Roselius verheiratet. Beide hatten drei Töchter. 

### Ehrungen
- Im Foyer der Glocke wurde 1999 eine Büste von ihm aufgestellt.

## Werke (Auswahl)
- Oper Doge und Dogaressa, Dortmund 1928
- Oper Godiva, Nürnberg 1933
- Oper Gudrun Graz 1938
- Godiva Sinfonischer Tanz für großes Orchester
- Gudrun, eine „Deutsche Ballade“, Berlin 1938
- Auf Matrosen, die Anker gelichtet
- Über Bremen fiel ein Regen
- Wiegenlied an der Küste
- An der Weser (Weserlied)
- 2 geistliche Gesänge op. 11 für tiefe Stimme, Viola und Klavier
- Klaviersonate op. 12
- Lieder im Volkston
- Three Songs  op. 13 für Sopran und Orchester
- Lilofee Suite  op. 16 für großes Orchester
- Lilofee-Suite  op. 16a für Kammerorchester oder kleines Orchester
- Three Songs from 'Lilofee  op. 17 für Solo (nicht näher bezeichnet) und Orchester
- Sinfonisches Vorspiel  op. 18 für großes Orchester
- Zwischen Meer und Moor  op. 27 für großes Orchester
- Friesische Musik  op. 30 für Kammerorchester oder kleines Orchester
- Der dunkle Reigen